# Hydriomena algosa
Hydriomena algosa là một loài bướm đêm trong họ Geometridae.